# Márton Gyöngyösi
Márton Gyöngyösi (Kecskemét, 8 de junio de 1977) es un político húngaro, el vicepresidente del partido político húngaro Jobbik. Fue elegido diputado en las elecciones parlamentarias de 2010. Entre 2010 y 2018 se desempeñó como vicepresidente del Comité de Relaciones Exteriores de la Asamblea Nacional Húngara. Fue el líder del grupo parlamentario de Jobbik de 2018 a 2019. Fue elegido miembro del Parlamento Europeo (MEP) en las elecciones al Parlamento Europeo de 2019, como resultado renunció a su escaño en el parlamento nacional.

## Primeros años
Como hijo de expertos húngaros en comercio exterior, Márton Gyöngyösi pasó la mayor parte de su infancia en Egipto, Irak, Afganistán e India. Se graduó de Trinity College, Dublín, en 2000, donde estudió economía y ciencias políticas. Estudió durante un año en la Universidad Friedrich Alexander de Nuremberg como estudiante de intercambio. En Irlanda participó en los exámenes profesionales de contabilidad (ACA).
En diciembre de 2004 regresó a Hungría y comenzó a trabajar como asesor fiscal en la oficina de KPMG en Budapest. Entre 2007 y 2010 trabajó como experto en. Ernst & Young.
Habla inglés, alemán y ruso.

## Carrera política
Gyöngyösi ha participado en la actividad de Jobbik desde el otoño de 2006. En poco tiempo, se convirtió en asesor del presidente del partido, Gábor Vona. En las elecciones de 2010, fue nominado como candidato a ministro de Asuntos Exteriores de un futuro gobierno Jobbik.
Desde 2003 hasta 2010, publicó regularmente artículos de interés político y público en el diario húngaro Magyar Nemzet, así como publicaciones relacionadas con la economía y los negocios en el diario de negocios Napi Gazdaság .
En 2019, fue nominado como el candidato principal de la lista del Parlamento Europeo de Jobbik. Jobbik recibió el 6,34% de los votos en las elecciones al Parlamento Europeo, un serio retroceso del 14,67% que recibieron en las últimas elecciones europeas en 2014. A pesar del revés, el partido pudo asegurar 1 mandato, por lo que Gyöngyösi fue elegido para el Parlamento Europeo.
Gyöngyösi es miembro de la Comisión de Asuntos Exteriores y de la Delegación en la Asamblea Parlamentaria Paritaria ACP-UE y es el sustituto de la Comisión de Comercio Internacional, Subcomité de Derechos Humanos y Delegación para las relaciones con los Estados Unidos.

## Política internacional
Gyöngyösi ha sido una figura clave en la transformación de Jobbik en una fiesta convencional. Como político de Jobbik a cargo de asuntos exteriores , fue el iniciador de la Iniciativa Ciudadana Europea de la Unión Salarial. Según Gyöngyösi, la Unión Europea debería otorgar más poderes a sus Estados miembros, pero es necesaria una estrecha cooperación.

## Personal
Gyöngyösi está casado. Su esposa es Ágnes Gyöngyösiné Cserhalmi, jurista y economista. Ellos tienen un hijo.